# Fibres insolubles dans les détergents neutres
Les fibres insolubles dans les détergents neutres, souvent abrégées en NDF de l'anglais, Neutral Detergent Fiber, sont une mesure d'analyse des fibres utilisée en alimentation animale. Elles ne représentent pas une classe unique de composants chimiques. Le NDF mesure la plupart des composants structuraux des cellules végétales, cellulose, hémicellulose, lignine, silice, tannins et cutines, mais pas la pectine,,,. Cette mesure est ainsi considérée comme une estimation fiable des fibres totales présentes dans un aliment.
Elle correspond à la valeur de l'ADF à laquelle on ajoute les hémicelluloses.
Le processus de détermination du NDF comprend un détergent neutre qui dissout les pectines, les protéines, les sucres et les lipides. Il laisse de côté la partie fibreuse composée de cellulose, hémicellulose et pectine. Cette fraction n'est pas aisément digestible, elle est donc indésirable dans la ration alimentaire.
Les récentes recommandations nutritionnelles pour les ruminants comprennent ainsi des limites d'apport en NDF.
Le niveau de NDF dans la ration influence l'apport de matière sèche et le temps de rumination. La concentration en NDF dans un aliment est négativement corrélée avec sa concentration en énergie.